# Acaulimalva purdiaei
Acaulimalva purdiaei är en malvaväxtart som först beskrevs av Asa Gray, och fick sitt nu gällande namn av Krapovickas. Acaulimalva purdiaei ingår i släktet Acaulimalva och familjen malvaväxter. Inga underarter finns listade i Catalogue of Life.